# Gmina Kiseła Woda
Kiseła Woda (mac. Кисела Вода) – gmina tworząca jednostkę administracyjną Wielkie Skopje, będąca częścią skopijskiego regionu statystycznego (скопски регион) w Macedonii Północnej. W lato gmina przechodzi do strefy czasowej UTC + 2. 15 października 2017 r. burmistrzem gminy został Filip Temelkowski.

## Historia
Kiseła Woda w okresie od 1945 do 1955 roku należała do miasta Skopje. 28 czerwca 1955 r. na mocy ustawy o obszarach powiatów i gmin w ówczesnej Republice Ludowej Macedonii, powstał nowy kahał – Kiseła Woda. W latach 1955 – 1965 wyrósł potencjał gospodarczy nowej gminy w ramach dużego cyklu inwestycyjnego. Pojawiło się tutaj wiele podmiotów gospodarczych m.in.: Zakłady Chemiczne Ohis, Cementownia Usje oraz Zakłady Elektryczno-Przemysłowe Rade Koncar. W sierpniu 2004 r. Zgromadzenie Republiki Macedonii przyjęło ustawę o terytorialnej organizacji samorządu lokalnego w Republice Macedonii, zgodnie z którą będą funkcjonować 84 gminy z nowymi uprawnieniami i kompetencjami. Z gminy Kiseła Woda, zgodnie z tą ustawą, wyrosła tym razem nowa gmina Aerodrom, w jej granicach znalazły się Lisice Górne i Lisice Dolne.

## Dane demograficzne
Według spisu ludności z 2002 roku, gminę zamieszkiwało łącznie 58 216 osób a gęstość zaludnienia wyniosła 1242,3 os./km². Grupy etniczne na przedmieściach obejmują: 
- Macedończycy 74431
- Serbowie 3738
- Wołosi 987
- Bośniacy 535
- Turcy 419
- Albańczycy 342
- Romowie 324
- Inne 1849